# Paritetni bit
Paritetni bit je bit koji se dodaje kodiranoj riječi kako bi se mogla otkriti jednostruka pogreška. Dodavanjem bita postižemo da ukupan broj binarnih jedinica bude paran ili neparan. Odluka o parnom ili neparnom paritetu se donosi na osnovu vjerojatnosti pojave određenih vrsta pogreški pri prijenosu.
Ako imamo n-bitni kod što nam daje 2n mogućih kodnih riječi s minimalnom distancom jednakom 1. Dodajući paritetni bit dobijemo 2n+1 mogućih riječi što nam omogućuje detektiranje pogreške. Ova metoda nam omogućuje detekciju pogreške samo u slučaju kada je neparan broj bitova pogrešan jer samo u tom slučaju dolazi do promjene paritetnog bita. U stvarnosti su dvostruke pogreške mnogo rjeđe od jednostrukih zbog čega je ova metoda često dovoljno efektivna.

###### Primjer
(paritetni bit je označen masnim slovima)
| Kodirana riječ | Neparni paritet | Parni paritet |
| -------------- | --------------- | ------------- |
| 110 010        | 0 110 010       | 1 110 010     |
| 110 0001       | 0 110 0001      | 1 110 0001    |
| 101 0110       | 1 101 0110      | 0 101 0110    |